# Madame Georges Bruant
'Madame Georges Bruant' est un cultivar de rosier obtenu en 1887 par le rosiériste et pépiniériste français Georges Bruant (1842-1912). Il est issu de Rosa rugosa Thunb. x 'Mademoiselle de Sombreuil'.

## Description
Ce rosier diploïde présente de grandes fleurs blanches fortement parfumées. Elles sont semi-doubles (9-16 pétales) fleurissant en bouquets avec une petite remontée en fin d'été.
Le buisson très épineux montre un feuillage vert clair et rugueux. Il s'élève de 150 cm à 215 cm pour une envergure de 120 cm. Il est fort vigoureux et supporte les hivers froids, sa zone de rusticité descendant jusqu'à 6b. Ce rosier est parfait pour la formation de haies.
Ce cultivar doit son nom à l'épouse (née Amélie Fournier) de l'obtenteur, pépiniériste à Poitiers.
On peut l'admirer à la roseraie du Val-de-Marne de L'Haÿ-les-Roses.